# گووارچوو
گووارچوو (به لاتین: Gowarczów) یک روستا در لهستان است که در گمینا گووارچوو واقع شده‌است. گووارچوو  ۱٬۴۰۰ نفر جمعیت دارد.